# 福井県出身の人物一覧
福井県出身の人物一覧（ふくいけんしゅっしんのじんぶついちらん）は、Wikipedia日本語版に記事が存在する福井県出身の人物の一覧表である。

## 公人

### 首相経験者
- 岡田啓介（第31代内閣総理大臣）

### 衆参議長経験者
- 杉田定一（第12代衆議院議長）
- 福田一（第62代衆議院議長、通商産業大臣、法務大臣、自治大臣）
- 山崎正昭（第30代参議院議長）

### 現職国会議員
衆議院
- 稲田朋美：衆議院議員、元防衛大臣
- 辻英之：衆議院議員
- 波多野翼：衆議院議員

参議院
- 滝波宏文：参議院議員、農林水産副大臣

### その他の政治家
- 今井はつ：衆議院議員（1946-47）
- 植木庚子郎：元衆議院議員、法務大臣、大蔵大臣
- 坪川信三：元衆議院議員、建設大臣（第2次佐藤栄作内閣）総理府総務庁長官、沖縄開発庁長官（第2次田中角栄内閣
- 牧野隆守：元衆議院議員、労働大臣
- 猪野毛利栄：元衆議院議員、元福井放送社長
- 北側義一：元衆議院議員
- 辻一彦：元衆議院議員、院運輸委員長
- 平泉渉：元衆議院議員・参議院議員。科学技術庁長官・経済企画庁長官
- 助田重義：元衆議院議員
- 斉木武志：元衆議院議員
- 高木毅：元衆議院議員
- 山本拓：元衆議院議員
- 笹木竜三：元衆議院議員
- 糸川正晃：元衆議院議員
- 松宮勲：元衆議院議員
- 若泉征三：元衆議院議員
- 奥むめお：参議院議員（1947-65）
- 堂森芳夫：元衆議院議員、参議院議員
- 高橋衛：元参議院議員、初代国税庁長官、経済企画庁長官、国務大臣
- 熊谷太三郎：元参議院議員、第32代科学技術庁長官、元熊谷組会長
- 山内一郎：元参議院議員、郵政大臣
- 松村龍二：元参議院議員
- 山谷えり子：幼少期を福井で生活、参議院議員、内閣総理大臣補佐官・拉致問題担当大臣

### 官僚・行政
- 青山貞（内務官僚）
- 天谷直弘（資源エネルギー庁長官、通商産業審議官）
- 石田和外（第5代最高裁判所長官）
- 泉徳治（最高裁判所裁判官）
- 伊藤信（内閣府賞勲局長）[1]
- 大村卓一（南満州鉄道株式会社副総裁）
- 加賀山之雄（第2代日本国有鉄道総裁）
- 栗山茂（最高裁判所所裁判官）
- 品川主計（内務官僚、読売ジャイアンツ球団社長、日本交通会長、東横タクシー社長）
- 中島敏（第44代海上保安庁長官）
- 長谷川喬（大審院判事）
- 藤原房子（ジャーナリスト）
- 森隆志（気象庁長官、気象庁気象防災監）：福井市[2]
- 山本条太郎（南満州鉄道総裁、衆議院議員）

### 軍人
- 長谷川清（海軍大将）
- 岡田啓介（海軍大将、第16代連合艦隊司令長官）
- 津田静枝（海軍中将）
- 松尾伝蔵（陸軍大佐、内閣総理大臣秘書官）
- 小野寺重太郎（陸軍中将）
- 木下勇（陸軍中将）
- 塚原二四三（海軍大将）
- 儀峨徹二（陸軍中将）
- 長井満（海軍少将、第一特別基地隊・第二特攻戦隊司令官）
- 小泉親彦（陸軍軍医中将）
- 古川鈊三郎（海軍中将）
- 名和又八郎（海軍大将）
- 佐久間勉（第六潜水艇艇長、若狭町・旧三方町区域出身）
- 清水規矩（陸軍中将、厚生大臣）
- 下山琢磨（陸軍中将）
- 鈴木繁二（陸軍中将）
- 松村知勝（陸軍少将、関東軍参謀）
- 加藤寛治（海軍大将、第17代連合艦隊司令長官）
- 松井命（海軍中将、日野重工業社長）
- 安久榮太郎（海軍少将、伊38潜水艦艦長）
- 大谷喜久蔵（陸軍大将）
- 津田静枝（海軍中将）
- 井上継松（海軍中将）
- 渋谷隆太郎（海軍中将）
- 東郷正路（海軍大将）
- 横山彦六（陸軍中将）
- 生田乃木次（海軍大尉、日本航空史上初の敵機撃墜パイロット）
- 煙草武（陸軍歩兵大尉）

### 自衛官
- 鈴木敏通（陸上幕僚長）
- 齊藤治和（航空幕僚長）
- 鈴木通彦（陸将）
- 荒川ゆかり（幹部自衛官、第10後方支援連隊長）：小浜市

### 幕末福井藩士・志士
- 松平春嶽（第16代越前福井藩主、四賢侯の一人）
- 橋本左内（福井藩士）
- 矢島立軒（福井藩士、儒学者）
- 橋本綱常（橋本左内の実弟、陸軍軍医総監）
- 中根雪江（福井藩士）
- 村田氏寿（福井藩士）
- 日下部太郎（福井藩士）
- 由利公正（福井藩士、五箇条の御誓文起草者、東京府知事）
- 梅田雲浜（儒学者、小浜藩士）
- 田辺良顕（福井藩士、高知県知事）
- 小谷耕蔵（海援隊士）
- 関義臣（海援隊士）
- 渡辺剛八（海援隊士）

## 文化人

### 学者
- 渡辺洪基（東京帝国大学初代総長　東京都旗発案者、工学院大学創立者）
- 中沢岩太（京都帝国大学理工科大学初代学長、京都高等工芸学校 (旧制)初代校長）
- 矢代操（民法学者・明治法律学校創立者の一人）
- 芳賀矢一（国文学者、東京帝国大学教授、國學院大學学長）
- 榊原仟（心臓外科の世界的権威）
- 幾代通（民法学者）
- 石塚左玄（軍医、薬剤師、食養会会長）
- 大森房吉（地震学者）
- 葛野尋之（刑事法学者）
- 桑原武夫（フランス文学者・批評家）
- 小林快次（古生物学者）
- 白川静（漢字学者）
- 竹内均（地球物理学者、科学雑誌Newton初代編集長）
- 土山實男（国際政治学者）
- 佐々木忠次郎（昆虫学者）
- 馬場啓之助（経済学者）
- 山崎昭（経済学者）
- 田代正（外科医。長崎医学専門学校長）
- 大島堅一（環境経済学者）
- 井関尚栄（法医学者）
- 藤田正方（丸岡藩藩医、東京薬科大学創立者）
- 中村清二（物理学者）
- 長井真琴（仏教学者）
- 土肥慶蔵（医学者）
- 横山英太郎 （電気工学者、実用無線通信を世界で初めて開発）
- 藤野厳九郎（医師）
- 梅沢浜夫（細菌学者）
- 平瀬作五郎（植物学者、イチョウ精子の発見者）
- 中村清二（物理学者）
- 若泉敬（国際政治学者）
- 南部陽一郎（物理学者、ノーベル物理学賞）
- 平泉澄 （歴史学者）
- 伊藤之雄（政治学者・歴史学者）
- 藤田良雄（天文学者）
- 堀真一郎（教育学者・教育実践家）
- 橋本進吉（言語学者）
- 稲垣達郎（日本近代文学研究者）
- 松下圭一（政治学者）
- 小葉田淳（歴史学者）
- 佐保田鶴治（インド哲学者、ヨーガ指導者）：鯖江市
- 松原祐善（仏教学者）
- 奥山喜久夫（工学者）
- 大野木裕明（教育心理学者）
- 笠嶋修次（経済学者）
- 塚田孝（歴史学者）
- 塚本麿充（美術史家）
- 坂野仁（神経生物学者、分子生物学者、免疫学者
- 杉田玄白（江戸時代の医学者、「解体新書」）
- 若新雄純（社会科学者、元慶應義塾大学特任准教授）
- 筧裕介（デザイナー、慶応大特任教授、イシュープラスデザイン理事長、日本計画行政学会学会奨励賞、グッドデザイン賞）

### 作家
- 荒川洋治（現代詩作家）
- かこさとし（絵本作家、受賞多数）
- 中野重治（野間文芸賞）
- 高見順（プロレタリア作家）
- 水上勉（直木賞）
- 藤田宜永（直木賞）
- 多田裕計（小説家、俳人、芥川賞）
- 津村節子（芥川賞）
- 石川真介（推理作家、第２回鮎川哲也賞）
- 舞城王太郎（第16回三島由紀夫賞受賞）
- 大島昌宏（ 歴史小説家、新田次郎文学賞）
- 殊能将之（小説家）
- 井ノ部康之
- 雀野日名子（怪談小説家）
- いわさきちひろ（絵本作家・挿絵画家）
- 佐飛通俊 (作家・文芸評論家)
- 川端新二（鉄道著作家）
- ハセガワケイスケ
- 山本和夫（児童文学作家）
- 宮下奈都
- 暁なつめ（ライトノベル作家受賞多数）
- 近松門左衛門（江戸時代の劇作家）
- 裕夢（ライトノベル作家）

### 弁護士
- 黒川康正（日本初の弁護士・公認会計士・通訳の三資格保持者）

### 奇術師
- 松旭斎天一（日本近代奇術の祖）

### 料理人
- 秋山徳蔵（天皇の料理番）

### 和紙職人
- 岩野平三郎

### ファッションデザイナー
- 玉木新雌

### 書家
- 西脇呉石：勝山市
- 吉川壽一：福井市
- 石川九楊：今立町（現・越前市）
- 前田鎌利：鯖江市

### 写真家
- 石川光陽（写真家、東京大空襲を撮影）
- 土田ヒロミ（土門拳賞受賞）
- 南正時（鉄道写真家）
- 鷹野隆大（写真家）
- きむ（詩人、写真家）：小浜市

### 歌人
- 橘曙覧（歌人、国学者）江戸末期
- 山川登美子
- 森田愛子（俳人）
- 皆吉爽雨（俳人、蛇笏賞）
- 吉田正俊（歌人、アララギ派、読売文学賞）
- 青柳菁々（俳人、近代出版社創業者）

### 音楽家
- 小松長生（指揮者）
- 吉田浩之（声楽家・敦賀市）
- 今川裕代（ピアニスト）
- 川村文雄（ピアニスト）
- 杉森舞（作曲家）
- 戸田弥生（ヴァイオリニスト）
- 白井淳夫（ジャズ・サクソフォーン奏者）
- 高山正行（日本最初のプロ和太鼓奏者）
- 野沢香苗（二胡奏者）
- 帰山栄治（作曲家）

### 美術家
- 渡辺悟仙（水墨画家）
- 西山真一（洋画家）
- 鈴木千久馬（洋画家）
- 川崎和男（インダストリアルデザイナー）：福井市
- 土屋公雄（彫刻家、東京空襲犠牲者追悼の碑を制作）
- 豊田三郎（洋画家）
- 堀田清治（洋画家）
- 新道繁（洋画家）
- 雨田光平（彫刻家、ハーブ奏者）
- 戸田正寿（アートディレクター）
- カズ（ウェブデザイナー、YouTuber）：福井市
- loundraw（イラストレーター）

### 漫画家
- 西ゆうじ
- 綾永らん
- 池上遼一
- 石黒正数
- 石見翔子
- 桂正和
- かまたきみこ
- 北道正幸
- きゆづきさとこ
- 桐島つばさ
- しかくの
- 島津蓮
- 須賀原洋行
- つだみきよ
- 新田祐克
- 畠奈津子
- 林ふみの
- 筆吉純一郎
- 山田秀樹

### アニメーション関係者
- 久里洋二（アニメーター）：鯖江市
- 高村和宏（アニメーター）

### 映画監督・映像作家
- 吉田喜重：福井市
- 河崎義祐：福井市
- 伊藤俊也：福井市
- 奥村正彦：勝山市
- 斉藤信幸
- 森川陽一郎：清水町（現・福井市）
- 小野寺昭憲：福井市
- 清水康彦：春江町（現・坂井市）
- 牧野惇：武生市（現・越前市）

### 演出家・脚本家
- 奥村正彦（演出家、映画監督）：勝山市
- 山登義明（元NHKプロデューサー）：敦賀市
- 河原雅彦（俳優、演出家、脚本家）：福井市
- 小鶴（脚本家、作家、映像作家、女優）：坂井市
- 北川和歌子（女優、脚本家）：福井市

### ジャーナリスト
- 田崎史郎（政治評論家、時事通信社解説委員）

### アナウンサー・キャスター
NHK
- 近藤冨士雄：坂井市
- 道上美璃 ：福井市
- 吉岡真央：福井市

福井放送
- 井上寿美枝：福井市
- 桑原貞己：鯖江市
- 谷戸礼子：大野市
- 中村謙太：福井市（元エフエム愛知）

福井テレビジョン放送
- 坪田真奈：吉田郡永平寺町
- 丸山勝義
- 安野由里子 - 現在は東京支社に異動：坂井市
- 吉田圭吾：三方上中郡若狭町

福井エフエム放送
- 藤田佳代：越前市

上記以外の民放局
- 安藤桂子 - 福島放送、元群馬テレビ：鯖江市
- 久保田修平 - 元北陸放送：あわら市
- 南後杏子 - TBSテレビ：福井市
- 馬場のぶえ - 広島テレビ放送：坂井市
- 藤林温子 - 毎日放送：あわら市
- 松井美幸 - テレビ信州：福井市

フリー・退職者
- 阿部真由美 - フリー、元福井放送：福井市
- 天谷由佳 - フリー、元福井放送：越前市、旧武生市
- 伊藤貴夫 - 元福井放送：福井市
- 江守美穂 - NHK津放送局契約キャスター・気象予報士、元福井放送：福井市
- 河波貴大 - タレント、元テレビ長崎→元NHK福井放送局お天気キャスター・気象予報士：坂井市
- 私市秀子 - 元福井放送：福井市
- 小林千鶴 - フリー、元ラジオ福島→元福井テレビジョン放送：福井市
- さかいちよみ。 - フリー（CROSS-SEASON代表）、元NHK福井放送局契約キャスター：福井市
- 佐々木愛 - フリー、元福井放送：坂井市
- 佐々木紀代子（旧姓：石野） - フリー（岩手県内で活動）、元フジテレビ
- 白崎あゆみ - 元北陸放送：越前市、旧武生市
- 谷口祥代 - フリー：福井市
- 中山由佳 - 元福島中央テレビ：福井市
- 西堀有美 - フリー：福井市
- 野村佳奈子 - フリー：大野市
- 古沢真紀 - フリー（オールウェーブ・アソシエツ所属）、経済コメンテーター、元石川テレビ放送
- 福田布貴子 - フリー、元福井テレビジョン放送：出生地は滋賀県
- 堀内くみ子 - フリー：鯖江市
- 松枝隆一 - 元福井テレビジョン放送：勝山市
- 圓山詩織 - フリー（ジョイスタッフ所属）、元福井テレビジョン放送
- 三崎幸恵 - 元テレビ神奈川：福井市
- 山谷親平 - ラジオパーソナリティー（主にニッポン放送で活躍）、元福井放送放送部長→常務取締役編成局長：あわら市

### ナレーター
- 四本木典子
- 岡田健志

## 芸能人

### ミュージシャン
- 皆川真人（キーボーディスト）
- 大槻真希：越前市（旧武生市）
- 川本真琴：福井市
- 松原正樹：越前市（旧武生市）
- 川上テルヒサ：福井市
- 川縁清志（歌う応援隊ヒトミリリィ）：福井市
- 岩田ガンタ康彦（ドラマー）
- SUPER BUTTER DOG
  - 竹内朋康（ギター）マボロシ、竹内朋康 & The Laidbacks：鯖江市
  - 池田貴史（キーボード）レキシ、100s：鯖江市
  - 沢田周一（ドラム）
- セカイイチ
  - 中内正之（ギター）：福井市
- THE CONDORS
  - 藤田善宏（コーラス）
- THE FAKES
  - 中塚ヒデキ
- SOIL&"PIMP"SESSIONS
  - 社長（アジテーター）：越前市（旧武生市）
- ナチュラル ハイ
  - 白木裕子（ボーカル）
- THE LOOSE DOGS
  - 高橋健志：福井市
  - 永田武：福井市
  - 古市宏樹：越前市（旧今立町）
  - 前田一平：鯖江市
- COOL JOKE
  - 石川寛也：福井市
  - 麻畠卓：坂井市
  - 斉藤広幸：南越前町
- ナナ・イロ
  - 岩堀路子：福井市（旧清水町）
- GENOCIDE nippon
  - 竹内稔浩（ボーカル）：越前市（旧武生市）
  - 天谷一夫（ギター）：越前市（旧武生市）
- ヒナタカコ：坂井市（旧三国町）
- SING J ROY：福井市
- せりかな：越前市
- 堀川ひとみ
- 横田はるな
- ナオリュウ：鯖江市
- PhilHarmoUniQue
  - 五郎川陸快（ヴォーカル）：あわら市
- 新田泉：あわら市
- Salley
  - 上口浩平（ギター）
- こだま和文
- 踊ろうマチルダ
- 武田有彩 （フルート奏者）：鯖江市
- Blu-Swing
  - 田中裕梨（ボーカル）：永平寺町
  - 中村祐介（キーボード）：福井市

### 歌手
- 五木ひろし：三方郡美浜町
- 野路由紀子
- 杉田あきひろ
- 伊丹幸雄
- 竹島宏
- 蒼井翔太
- luz
- 中村健次：三方郡美浜町
- 三宅里菜（FORESTA

### アイドル
- 奥田彩友(SWEET STEADY)
- 藍蝶みらん（なないろ∞ミルキーウェイ）：越前市[3]
- 天谷可菜（ほくりくアイドル部 ）
- ami〜gas
- 安西かな
- 岡田ひかり（グラビアアイドル、ハッスル・高田モンスター軍）
- くにくに（鯖江市）
- せのしすたぁ
- 高井麻巳子（元おニャン子クラブ）：小浜市
- 高橋愛（元モーニング娘。）：坂井市（旧春江町）
- リク（NCT、NCT WISH、高橋愛の従兄弟）
- 平岡海月（日向坂46）:美浜町
- 武田舞彩（元GEM (アイドルグループ)）：鯖江市
- 那月茜
- 僕が見たかった青空
  - 宮腰友里亜
- MEW（ミームトーキョー）
- 矢羽根かこ（綺星★フィオレナード）
- 山本里奈
- 吉澤百那（Carat:Mona）

### モデル
- 道端三姉妹
  - 道端カレン
  - 道端ジェシカ
  - 道端アンジェリカ
- 伽奈
- 朝川ちあき
- 亜希（別名：木村亜希／清原亜希、元清原和博夫人）
- 兼田カロリナ
- 鹿沼憂妃
- 池田光咲
- 中村瑠璃奈

### 俳優・女優
- 本田響矢
- 花菱アチャコ
- 宇野重吉：下文殊村（現・福井市）
- 大和田伸也：敦賀市
- 大和田獏：敦賀市
- 本郷直樹：福井市
- 日野陽仁
- 山口かいち
- 小木茂光：福井市
- 久ヶ沢徹：敦賀市
- 津田寛治：福井市
- 河原雅彦：福井市
- 山本浩司：福井市
- 中村優子：福井市
- 片山享：鯖江市
- 北川和歌子（女優、脚本家）：福井市
- 中山卓也：福井市
- 五十嵐健人：福井市
- 池田光咲：福井市
- 峰さを理：敦賀市（元宝塚歌劇団星組トップスター）
- 愛希れいか：坂井市（元宝塚歌劇団月組トップ娘役）
- 珠洲春希：福井市（元宝塚歌劇団宙組男役）
- 美城れん：福井市（元宝塚歌劇団専科男役）
- 輝咲玲央：福井市（宝塚歌劇団星組男役）
- 瀬戸弘司：福井市
- 大須賀隼人：福井市
- 近藤フク：福井市
- 杉野早季：福井市
- 田辺容：大野市

### タレント
- 清水國明：大野市（旧和泉村）
- シベリア文太：越前市
- 小川恵理子：鯖江市
- みっちー：鯖江市
- 西島永悟（エリートヤンキー）：福井市
- 村本大輔（ウーマンラッシュアワー）：大飯郡おおい町
- クレヨンいとう（クレヨン）：永平寺町
- 夏目花実
- 加藤直也 - ラジオパーソナリティ、モデル、舞台俳優：越前市
- 岡野陽一：敦賀市
- 田辺一雄 (NSC東京25期)：鯖江市
- 堂前透（ロングコートダディ）：大飯郡おおい町
- 中村健次「美浜町」在住
- 飯めしあがれこにお　大飯郡おおい町

### 声優
- 蒼井翔太
- 安済知佳
- 石塚運昇：勝山市
- 木村亜希子：永平寺町（旧松岡町）
- 北村允志
- 黒川万由美
- 小池理子
- 斉藤隆史：大野市
- 斎藤楓子
- 杉村憲司
- 田中貴子
- 寺島幹夫
- 仲村水希
- 渚兎奈
- 根谷美智子：越前市（旧武生市）
- 松川央樹
- 水野貴雄
- 山田唯菜

### ナレーター
- 四本木典子
- 渡辺みゆ
- 岡田健志

### 性風俗関係者
- 可愛カナ （AV女優）
- 星川ミグ （AV女優）
- 蜜井とわ （AV女優）

### YouTuber
- 勝村和央（UUUM）
- 瀬戸弘司（UUUM）

## スポーツ選手・関係者

### 力士

#### 関脇
- 玉手山七郎

#### 小結
- 嵐山捨吉
- 大徹忠晃：大野市

#### 前頭
- 千賀ノ浦喜三郎：
- 福ノ海七男：福井市
- 天龍源一郎：勝山市

### 空手道
- 磯部清次：福井市

### ゴルフ
- セキユウティン

### バレーボール
- 三屋裕子（元日本女子代表、ロサンゼルスオリンピック銅メダリスト、現・日本バスケットボール協会会長）
- 荻野正二（福井工業大学附属福井高等学校卒業、元日本男子代表、現・サントリーサンバーズヘッドコーチ）
- 中垣内祐一（現・全日本男子代表監督、元全日本男子代表、1992年バルセロナ五輪代表、現堺ブレイザーズ監督）
- 清水邦広（パナソニック・パンサーズ、現・全日本男子代表）
- 椿山竜介（サントリー・サンバーズ）
- 松岡祐太（堺ブレイザーズ）

### バスケットボール
- 石崎巧（元BVケムニッツ99）：福井市
- 川畑宏美（元JOMOサンフラワーズ）
- 木村恵里子（元富士通レッドウェーブ）
- 二上耀（千葉ジェッツ）

### バドミントン
- 松川直弘（日立情報通信エンジニアリング）
- 山口茜（再春館製薬）：勝山市出身

### プロレスラー
- ソラキチ・マツダ
- 天龍源一郎
- 橋本千紘　センダイガールズプロレスリング
- 紅夜叉
- MAZADA

### ボクシング
- 清水智信（WBA世界スーパーフライ級チャンピオン 金子ボクシングジム所属、現 福井県議会議員）
- 西畑直哉（2023年度全日本ライト級新人王　竹原慎二&畑山隆則のボクサ・フィットネス・ジム所属）:敦賀市
- 三田村拓也（第24代日本ミニマム級チャンピオン　ワールドスポーツボクシングジム所属）

### ダンス
- 藤田善宏（コンドルズ）
- 杉本姉妹
- カルロッタ池田

### 野球
- 横山竜士（元広島東洋カープ）
- 東出輝裕（元広島東洋カープ）
- 玉村昇悟（広島東洋カープ）
- 竹下海斗（広島東洋カープ）
- 牧田明久（元東北楽天ゴールデンイーグルス）
- 黒田響生（元読売ジャイアンツ）
- 岸本淳希（元中日ドラゴンズ→熊本ゴールデンラークス）
- 栗原陵矢（福岡ソフトバンクホークス）
- 仲澤忠厚（元福岡ソフトバンクホークス）
- 髙橋聡文（元阪神タイガース）
- 山本翔也（元阪神タイガース）
- 天谷宗一郎（元広島東洋カープ）
- 林啓介（元千葉ロッテマリーンズ）
- 齊藤悠葵（元広島東洋カープ）
- 中村悠平（東京ヤクルトスワローズ）
- 山田修義（オリックス・バファローズ）
- 吉田正尚（ボストン・レッドソックス）
- 森本将太（元オリックス・バファローズ）
- 平沼翔太（埼玉西武ライオンズ）
- 長谷川凌汰（元北海道日本ハムファイターズ）
- 梅田尚通（元埼玉西武ライオンズ）
- 玉村祐典（元埼玉西武ライオンズ）
- 川崎泰央（元オリックス・ブルーウェーブ）
- 川藤幸三（元阪神タイガース）
- 川藤龍之輔（元太平洋クラブライオンズ）
- 岸一郎（元阪神タイガース監督）
- 後藤光貴（元西武ライオンズ）
- 正津英志（元埼玉西武ライオンズ）
- 嶋田信敏（元日本ハムファイターズ）
- 杉永政信（元大洋ホエールズ・現プロ野球審判員）
- 高橋里志（元広島東洋カープ）
- 藤井宏海（元千葉ロッテマリーンズ→BCリーグ福井ミラクルエレファンツ）
- 松木謙治郎（元阪神タイガース監督）
- 浜中祥和（元大洋ホエールズ）
- 前田耕司（元オリックス・ブルーウェーブ）
- 辻佳紀（元阪神タイガース→近鉄バファローズ→大洋ホエールズ→阪神タイガース）
- 牧野伸（元東映フライヤーズ・プロ野球審判員）
- 山岸穣（元東京ヤクルトスワローズ）
- 湊谷武雄（元大洋ホエールズ）
- 赤松一朗（元阪神タイガース）
- 宮﨑駿（元福岡ソフトバンクホークス）
- 橋本侑樹（中日ドラゴンズ）

### ソフトボール
- 坂井寛子（元ソフトボール女子日本代表、2008年北京オリンピック金メダリスト）

### サッカー
- 南省吾（元サッカー選手）
- 奥野誠一郎（福井県サッカー協会 ユースダイレクター）
- 富永英明（元サッカー選手）
- 鷲田雅一（元サッカー選手）
- 長谷川満（大野FC アドバイザー）
- 木村誠 （元サッカー選手）
- 橋本早十（大宮アルディージャ アカデミーコーチ兼スカウト）
- 棗佑喜（元サッカー選手）
- 梅井大輝（元SC相模原）
- 下口稚葉（大宮アルディージャ）
- 有町紗央里（マイナビ仙台レディース アカデミーコーチ兼U-16日本女子代表 コーチ）‐女子サッカー選手

### ラグビー
- 山口良治（元ラグビー日本代表、元伏見工業高校ラグビー部監督）
- 朽木英次（元ラグビー日本代表　30キャップ、元トヨタ自動車ヴェルブリッツ監督、若狭農林高→日体大）
- 堀卓馬
- 三村亜生 - 福井市
- 辻﨑由希乃

### 自転車競技
- 井上和郎 （ロードレース選手）：福井市
- 中島康晴（ロードレース選手）：越前市

#### 競輪選手
- 市田佳寿浩：坂井市（旧 春江町）
- 伊原克彦
- 伊原弘幸：敦賀市
- 野原哲也
- 寺崎浩平
- 遥山夕貴*：大野市
- 柳原真緒*：福井市
- 脇本雄太：福井市

### 競艇選手
- 中島孝平：坂井市（旧 三国町）

### フェンシング
- 見延和靖（2020年東京オリンピック金メダリスト、パリオリンピック銀メダルリスト）：越前市
- 徳南堅太(2016年リオデジャネイロオリンピック、2020年オリンピック出場) : 池田町

## 実業家
- 住友政友（住友家　住友グループ　家祖）
- 右近権左衛門（日本火災海上保険・現日本興亜損保設立者）
- 飛島文次郎（飛島建設創業者）
- 熊谷太三郎 （熊谷組創業者）
- 前田又兵衛（前田建設工業創業者）
- 大和田荘七（大和田銀行創立者、大和田伸也、大和田獏は子孫）
- 大塚陸毅（東日本旅客鉄道取締役前会長現相談役）
- 井手正敬（西日本旅客鉄道取締役元会長）
- 伊藤雅彦（フジクラ社長、日本電線工業会会長）
- 町村金弥（北海道酪農の父、町村信孝の祖父）
- 新木富士雄（北陸電力相談役、富山エフエム放送代表取締役会長、北陸経済連合会前会長）
- 平澤貞二郎（「三國商會」「協栄産業」の創業者で、H氏賞の創設者）
- 谷口浩（フィジー共和国 学校法人Free Bird Institute理事長、フリーバード代表、South Pacific Free Bird代表取締役社長）
- 野路國夫（元コマツ代表取締役社長）
- 吉野浩行（前本田技研工業代表取締役）
- 久野修慈（塩水港精糖株式会社取締役会長、横浜大洋ホエールズ社長、中央大学前理事長）
- 青園雅紘（元CSK会長）
- 山本猛夫（山善創業者）
- 小林栄三（伊藤忠商事代表取締役社長）
- 島川丈男（やきとりの名門 秋吉の創業者）：丹生郡志津村平尾（現・福井市平尾町）
- 飯田新七（髙島屋創業者、敦賀出身）
- 内藤豊次（エーザイ創業者）
- 藤田晋（サイバーエージェント創業者・社長、新経済連盟副代表理事）
- 三好孝彦（日本製紙グループ本社社長）
- 元谷芙美子（アパホテル取締役社長）
- 高島郁夫(Francfranc代表取締役社長)
- 橋本真由美（ブックオフコーポレーション代表取締役社長）
- 辰巳渚（マーケティングプランナー）
- 竹中直純（プログラマ、ディジティミニミ代表取締役）
- 冨澤昌三（メガネトップ創業者・会長）
- 冨田圭潤（カーチスホールディングス社長）
- 松下秀雄（オーディオテクニカ創業者・社長）
- 八田英明（京都アニメーション社長）
- 山下孝一（幼児活動研究会創業者・社長）
- 上山保彦（元住友生命保険社長）
- 大植武士（元リコー社長）
- 海崎洋一郎（元ブリヂストン社長）
- 西井敏恭（シンクロ代表取締役社長、オイシックス・ラ・大地執行役員兼CMT、NTTドコモ コンシューママーケティング部 シニアマーケティングディレクター、グロースＸ取締役CMOほか）
- 西野藤助（福井撚糸染工株式会社(現セーレン株式会社)創設、福井紡績(現ダイワボウホールディングス株式会社)創設）

### その他の人物
- 横山信二（造園家、墨田、浜町、錦糸の事業公園　東京緑地化計画等を策定）
- 服部涼平（SEALDs、教諭）：小浜市

## 福井県にゆかりのある人物

### 在住経験
- 尾崎放哉（俳人）：鳥取県出身、1925年、小浜常高寺の寺男として住んでいた。
- 三好達治（詩人）：大阪府出身、1944年（昭和19年）から5年間、雄島村（三国町）に住んでいた。
- 鮎川信夫（詩人）：東京都出身、大野郡石徹白村（大野市）で終戦を迎え、傷痍軍人福井療養所（三方町）に入院していた。
- 南部陽一郎（ノーベル物理学者）：東京都生まれ、2歳から父親の実家がある福井市で育つ。
- 野坂昭如（作家）：神奈川県出身、幼少期に坂井市（春江町）に疎開。
- 平岩弓枝（小説家、脚本家）：東京都出身、幼少期に母方の伯母の家がある永平寺町に疎開。
- 重金敦之（エッセイスト）：東京都出身、幼少期に父親の故郷である美浜町に疎開。
- 山城新伍（俳優）：京都市出身、幼少期に母親の実家がある小浜市に疎開。
- 芝竹夫（教育者）：名古屋市生まれ、幼少期に小浜市へ疎開。
- 俵万智（作家）：大阪府生まれ、14歳から高校時代まで越前市（旧武生市）で過ごす。
- 深田久弥（作家）：石川県出身、福井県立藤島高等学校卒業。
- 天野鎮雄（俳優）：名古屋市生まれ、幼少期に福井県へ疎開。
- 有明夏夫（作家）：第80回直木賞受賞、大阪府出身、幼少期に福井に疎開。
- 井上武史（経済学者）：千葉県出身、就職を機に両親の故郷、福井県で過ごす。
- パトリック・ハーラン（タレント、パックンマックン）：アメリカ合衆国出身、来日当初は英語講師として福井市在住。
- 前田まみ（お笑いタレント）：大阪市出身、生まれ故郷が小浜市。
- 夢咲ねね（俳優）：富山県出身、父親の仕事の都合で中学生時代に福井県在住。
- 山崎哲秀（極地探検家）：兵庫県生まれ、幼少期を美浜町、高浜町で過ごす。
- 杉本和範（政治家）：兵庫県生まれ、2011年から父親の実家がある小浜市に移住。
- 杉本達治（政治家）：岐阜県生まれ、福井県知事を歴任。
- 五十嵐圭（バスケットボール選手）：新潟県出身、北陸高等学校卒業。
- 岡本綾子（プロゴルファー）：広島県出身、大和紡績福井工場ソフトボール部に在籍。
- 清嶋彰一（競輪選手）：熊本県出身、東京都から選手登録地を移籍。
- 小林繁（元プロ野球選手）：鳥取県出身、晩年は福井市に在住していた。
- オケロ・ピーター（プロボクサー）：ウガンダ出身、来日当初は北陸イシマルボクシングジムに在籍。
- 内海哲也（元プロ野球選手）：京都府出身。敦賀気比高等学校卒業。
- 川井梨紗子（レスリング選手）：石川県出身、敦賀市在住。
- 冨田千愛（ボート選手）：鳥取県出身、美浜町に居住していた。
- 宮田笙子（体操選手）：京都府出身、鯖江市に居住していた。
- 中村健次（タレント）：京都府出身、美浜町在住。
- 高石ともや（フォークシンガー）：北海道出身、一時期、おおい町名田庄に住んでいた。
- やごまさみ（シンガーソングライター）：富山県出身、福井県在住。
- 福田布貴子（フリーアナウンサー）：滋賀県生まれ、福井市育ち。
- 徳田章（元NHKアナウンサー）：神奈川県出身、初任地がNHK福井放送局。
- 刈屋富士雄（元NHKアナウンサー）：静岡県出身、初任地がNHK福井局。
- 藤崎弘士（NHKアナウンサー）：三重県出身、初任地が福井局。
- 柘植恵水（NHKアナウンサー）：愛知県出身、初任地が福井局。
- 塚本貴之（NHKアナウンサー）：静岡県出身、初任地が福井局。
- 小林千恵（NHKアナウンサー）：東京都出身、初任地が福井局。
- 杉浦友紀（NHKアナウンサー）：愛知県出身、初任地が福井局。
- 勝呂恭佑（NHKアナウンサー）：横浜市出身、初任地が福井局。
- 石井隆広（NHKアナウンサー）：熊本県出身、初任地が福井局。
- 森下絵理香（NHKアナウンサー）：神奈川県出身、初任地が福井局。
- 佐々木芳史（NHKアナウンサー）：秋田県出身、初任地が福井局。
- 豊島実季（NHKアナウンサー）：大分県出身、初任地が福井局。
- 大谷舞風（NHKアナウンサー）：兵庫県出身、初任地が福井局。
- 大塚奈央子（フリーアナウンサー）神戸市出身、最初の就職先が福井テレビジョン放送。
- 塩見泰子（気象予報士）：大阪府出身、元福井テレビジョン放送アナウンサー。
- 戸北美月（気象キャスター）：香川県生まれ、福岡県出身、中学1年生の6月まで福井県で過ごす。

### 血縁者・親族・その他
- 町村金五（政治家）：北海道出身、先祖が福井藩藩士。
- 町村信孝（政治家）：静岡県出身、先祖が福井藩藩士。
- 杉本達治（政治家）：岐阜県出身、祖父が福井県大野市出身。
- 杉本和範（政治家）：兵庫県生まれ、父親が福井県小浜市出身。
- 江川卓（元野球選手）：福島県出身、母が福井県大野郡西谷村出身[4]。
- 岡倉天心（文人、思想家、美術史家）：東京美術学校（後の東京芸術大学）創立者の一人。両親が福井県出身、父は福井藩藩士、自身も経歴に越前（福井藩）生まれと紹介した。
- 佐々木到一（陸軍軍人）：愛媛県生まれ、広島市出身、父親が小浜市出身の佐々木透（陸軍少佐）。
- 鮎川信夫（詩人）：東京都出身、両親が福井県出身。
- 平岩弓枝（小説家、脚本家）：東京都出身、母親が福井県永平寺町出身。
- 開高明日香（タレント）：大阪府出身、父親が福井県出身。
- 開高健（作家）：大阪府出身、父親が丸岡町出身。
  - 道子（エッセイスト）：健の長女。
- 重金敦之（エッセイスト）：東京都出身、父親が福井県美浜町出身で、母親が敦賀市出身。
- 村田吉弘（和食料理人）：京都市出身、祖父が福井県若狭町熊川出身。
- 山城新伍（俳優）：京都市出身、母親が福井県小浜市出身。
- 岡江久美子（俳優、タレント）：東京都出身。夫が大和田獏。
- 大和田悠太（俳優）：東京都出身、父親が大和田伸也。
- 大和田健介（俳優）：東京都出身、父親が大和田伸也。
- 大和田美帆（俳優）：東京都出身、父親が大和田獏。
- 五大路子（俳優）：神奈川県出身、夫が大和田伸也。
- 高見恭子（タレント）：東京都出身、父親が高見順。
- 寺尾聰（俳優、歌手）：神奈川県出身、父親が宇野重吉。
- 勢翔太（大相撲力士）：大阪府出身、母方の祖母が福井県若狭町熊川出身。
- 斎藤さと美（重量挙げ選手）：京都府出身、両親が福井県出身で出生地が大野市。
- 尾崎瑛一郎（サッカー選手）：静岡県出身、母方の祖母が福井県小浜市出身。
- 宮吉拓実（サッカー選手）：滋賀県出身、出生地が福井県若狭町。
- 大和田秀樹：茨城県出身。漫画家。ルーツが福井県。
- 大和田りつこ：神奈川県出身。童謡歌手、声楽家。ルーツが福井県。
- 太宰治（小説家）：青森県出身。先祖が福井県小浜市出身。
- 虚淵玄（小説家・シナリオライター）：東京都出身。曾祖父が和田維四郎。
- 中本哲也（お笑い芸人テツandトモのボケ担当）：滋賀県出身。先祖が福井県小浜市出身。
- 小木博明（お笑い芸人おぎやはぎのひとり）：東京都出身。父が福井県出身。
- 三浦敏和（お笑い芸人タカアンドトシのツッコミ）：北海道出身。母方のルーツが福井県。
- 南部陽一郎（ノーベル物理学者）：東京都生まれ。父親が福井市出身。
- 毛利衛（宇宙飛行士、科学者）：北海道出身。父親が福井県出身。現　福井県児童科学館名誉館長。
- 原昌宏（技術工学者、QRコード開発者）：東京都出身。両親が福井県出身。
- 井上武史（経済学者）：千葉県出身。両親が福井県出身。
- 野村達雄（エンジニア、Pokémon GO開発者）：中国出身。内祖母が福井県小浜市出身の中国残留日本人。
- 川津祐介（俳優）：東京都出身。越前市いまだて芸術館初代館長（平成3年 - 平成8年）
- 西川貴教（ミュージシャン）：滋賀県出身。母親が福井県若狭町出身で、祖父が小浜市出身。
- 鈴木亮平（俳優）：兵庫県出身。母方の祖母が福井市在住、母が福井出身。
- 純名里沙（女優）：大阪府出身。母親が福井県美浜町出身。
- 窪塚洋介（俳優）：神奈川県出身。祖母が福井県嶺南出身。
- 北川悠仁（歌手）：神奈川県出身。母親が福井県敦賀市出身。
- 澤井啓夫（漫画家）：愛知県出身。父親が沢井耐三。
- 益田ミリ（漫画家、イラストレーター）：大阪府出身。両親が福井県小浜市出身。
- 玉森裕太（アイドル、Kiss-My-Ft2のメンバー）：東京都出身。祖父及び父親が坂井市（旧:三国町）出身。
- 為永幸音（アイドル）：長野県長野市出身。祖父及び父親が越前市（旧:今立町）出身。
- 福井裕佳梨（声優・女優）：神奈川県出身。父親が福井県高浜町出身。
- あべこうじ（お笑い芸人）：神奈川県出身。妻の高橋愛が坂井市出身。
- 津田直士（音楽プロデューサー）：東京都出身。両親が福井県若狭出身。
- 鈴木より子（声優）：東京都出身。両親が福井県若狭出身。
- まんざらでもねぇ（お笑いコンビ）：東京都出身。祖父母が福井県若狭出身。
- 新田真剣佑（俳優）：アメリカ出身。曾祖母が福井県小浜市出身。
- 眞栄田郷敦（俳優）：アメリカ出身。曾祖母が福井県小浜市出身。
- 前田まみ（お笑いタレント）：大阪市出身。先祖が福井県小浜市出身。
- 森川七月（ジャズシンガー）：大阪府吹田市出身。母親が福井県出身（永田カツ子）。
- 清原和博（元プロ野球選手）：大阪府岸和田市出身。元妻の亜希が福井市出身。

## 歴史上の人物
- 継体天皇（26代天皇。近江国生まれ）
- 泰澄大師（平安時代の僧、白山の開祖）
- 蝉丸（平安時代の歌人。晩年、流浪の果てに越前国宮崎村滞在中に没。蝉丸の墓がある。）
- 紫式部（父の藤原為時が越前国司在任中に在住）
- 佐々木小次郎（安土桃山～江戸時代初期の剣豪）
- 朝倉義景（戦国大名、越前朝倉家5代目当主。）
- 明智光秀（戦国武将、若い頃越前に所領があり治めていた。）
- 柴田勝家（戦国武将、越前北ノ庄城　城主）
- お市の方（柴田勝家の妻、織田信長の妹。）
- 大谷吉継（戦国大名、敦賀城　城主）
- 結城秀康（松平秀康、安土桃山～江戸時代初期の大名。越前福井藩初代藩主。）
- 新田義貞（南北朝時代の武将、越前国主）
- 道元（鎌倉時代の僧、曹洞宗の開祖。曹洞宗大本山 永平寺を建立。）
- 蓮如（室町時代の僧、本願寺中興の祖。越前に吉崎御坊を建立。）
- 近松門左衛門（江戸時代の劇作家、現　鯖江市出身）
- 杉田玄白（江戸時代の蘭学者、医学者。小浜藩藩医。）
- 松平春嶽（幕末～明治の大名、政治家。福井藩16代藩主。幕末四賢侯の一人。）
- 橋本左内（幕末の志士、思想家。）
- 由利公正（幕末～明治の政治家、福井藩士。五箇条の御誓文起草者の一人、東京府初代知事。）

## 架空の人物
- 福井連珠（『もえちり!』シリーズの擬人化キャラ）
- 綿谷新（『ちはやふる』、あわら市（旧・金津町）在住）
- 水谷千重子（お笑いタレント友近のひとりコントでの演歌歌手）
- 飛龍つぐみ（『ビーナスイレブンびびっど!』）
- 堀裕子（『アイドルマスター シンデレラガールズ』）
- 安斎都（『アイドルマスター シンデレラガールズ』）
- 桐生つかさ（『アイドルマスター シンデレラガールズ』）
- 大原みちる（『アイドルマスター シンデレラガールズ』）
- 九頭竜八一（『りゅうおうのおしごと!』の主人公、大野市出身）
- 徒町小鈴（『ラブライブ!蓮ノ空女学院スクールアイドルクラブ』、敦賀市出身）